# Pierre Kalck
« Kalck » redirige ici. Pour l’article homophone, voir Calque.
Pierre Kalck, né le 19 décembre 1924 à Nancy et mort le 12 février 2004 à Paris 15e,, est un juriste, administrateur colonial français, historien spécialiste de l'Oubangui-Chari et de la République centrafricaine.

## Biographie
Ancien élève de l'École nationale de la France d'Outre-mer d'où il est sorti en 1944, Pierre Kalck a été administrateur colonial à Madagascar entre 1946 et 1949 puis en Oubangui-Chari à partir de 1949, en tant que chef de district d'abord dans le Nord-Est puis sur l'Oubangui à partir de 1955.
Il a été le directeur de cabinet du premier gouvernement[Quoi ?], celui du Premier ministre Abel Goumba, sous le président Barthélemy Boganda. À la mort de ce dernier, Pierre Kalck quitte le pays mais reste conseiller près de l'ambassade centrafricaine à Paris jusqu'en 1967 et représente ce pays auprès de différentes organisations internationales. 
Il fut le premier directeur de l'Institut régional d'administration (IRA) de Metz et président de tribunal administratif.

## Principales publications
- Réalités oubanguiennes, Préface de Barthélemy Boganda, Berger-Levrault, Paris, 1959
- Histoire centrafricaine des origines à nos jours, 2 tomes, thèse de doctorat, Sorbonne, Paris, 1970
- Central African Republic, a failure in decolonization Pall Mall Press, Londres, 1971
- Histoire centrafricaine des origines à 1966, Paris, 1992
  - Prix Georges-Bruel 1992 de l’Académie des sciences d’outre-mer

- Un explorateur du centre de l'Afrique, Paul Crampel (1864-1891), L'Harmattan, 1993  (ISBN 2-7384-1977-1)
- Historical dictionary of the Central African Republic, Scarecrow Press, Lanham, troisième édition revue, 2005
- Barthélémy Boganda (1910-1959), Sépia, Paris, 1995